# Hedareb
Les Hedarebs ou T'bdawe sont un groupe ethnique couchitique originaire du nord-ouest de l'Érythrée. Ils constituent un sous-groupe des Bedja. Ils sont plus diversifiés que les autres ethnies érythréennes, un sous-groupe parle la langue traditionnelle bedja, qui appartient à la branche couchitique de la famille afro-asiatique, tandis qu'un autre est plus proche du hadendoa soudanais. Ils comptent parmi les groupes les moins étudiés d'Érythrée.
Le peuple Hedareb vit dans le nord-ouest de l'Érythrée et s'étend jusqu'aux frontières avec l'est du Soudan. Bergers nomades ou semi-nomades, ils migrent généralement de façon saisonnière avec leurs troupeaux de chameaux, de chèvres et de moutons.

## Langue
Les Hedarebs parlent la langue Bedja ou la langue Tigré comme langue maternelle. 
En plus de leur variété de Bedja, la plupart des Hedarebs parlent également au moins une autre langue, généralement le Tigré, mais également l'arabe pour certains.

## Société
La société Hedareb est hiérarchique et traditionnellement organisée en clans et sous-clans. Les Hedarebs sont un groupe musulman, et la plupart sont des musulmans sunnites. Les mariages sont généralement arrangés pour maximiser les alliances entre les familles élargies. Il est d'usage que la famille du marié verse une dot de cinq à douze chèvres, ainsi qu'une somme d'argent variable, ou jusqu'à 70 chameaux.
Le sociologue Abdulkader Saleh Mohammad écrit que les Hedarebs ont été exclus des conceptions étatiques de la nation érythréenne et sont devenus un groupe marginalisé dont de nombreux membres ne se sentent pas liés à l’État-nation érythréen.

### Lois
En tant que musulmans, les Hedarebs suivent la charia dans la plupart des domaines.
Au XIXe siècle, des vendettas marquées par des meurtres par vengeance existent entre les groupes Hedarebs. De plus, tuer sa femme est alors traditionnellement puni de mort, tandis que tuer ses enfants reste impuni. À cette époque, le viol d'une noble femme par un serf est passible de la peine de mort, tandis que le viol de serfs par des nobles est toléré.